# 邱素貞瑜伽天地
邱素貞瑜伽天地是曾經在台灣經營逾40年的連鎖健身俱樂部，最高峰時全台擁有12個分店、3個教育中心。2016年，在沒有預警的情況下，負責人陳玉芬捲款新台幣數千萬元惡性倒閉。

## 早期歷史
創辦人邱素貞於1970年代首先將瑜伽這種新穎活動帶入台灣，之後更創新了電視和錄影帶瑜伽教學，同時親自穿性感緊身衣上場教學，在民風保守年代成功吸引注目。之後1980年代更與華航合作獨創機艙座位上的簡易瑜伽，讓乘客長途飛行紓壓；華航並出借空服員訓練模擬客艙供其拍攝。引起一波台灣瑜伽風潮成功展店十多家。
現任負責人陳玉芬原本是在律師事務所工作，因為鄰居引薦認識邱素貞，由於當時瑜珈教室正在大擴展火熱時期，陳玉芬決定辭去事務所工作、加入邱素貞的瑜珈教室擔任員工，後利用法律和經營專長加上景氣起飛，帶領公司有一波榮景。1996年邱素貞退休、退為特聘顧問，公司全權交於陳玉芬。邱素貞死後，陳玉芬跨業轉投資崧宴日式創意輕食餐廳。

## 惡性詐欺倒閉
2016年4月底，邱素貞瑜伽天地無預警歇業，負責人陳玉芬疑似捲款潛逃，各地消費者保護官已受理285件會員申訴。台北地檢署將陳玉芬列為他字案被告，指揮法務部調查局台北市調查處搜索總公司、陳玉芬住家等4處，查扣相關帳證資料。邱素貞瑜伽天地倒閉前夕依然在販售高價的終身會員卡，一張高達新台幣十多萬元以上，涉嫌詐欺。後陳玉芬屢傳不到，台北地檢署發布20年通緝令，查封其財產，發現其在台存款僅新台幣百萬多元。陳玉芬則在臉書上發言，自己是丈夫癌症惡化所以前往澳洲處理，一定會回國面對；然而後續就此失聯，潛逃至今。
2016年4月27日，邱素貞瑜伽天地總公司以消防演習名義召回所有分店負責人，結果當場請他們簽下「非自願離職證明書」，告知將歇業，之前多個月已經傳出積欠薪資。其實在台灣2002年後底層庶民經濟開始明顯惡化，屬於非必要性消費的健身俱樂部就常有倒閉新聞，例如佳姿韻律世界和亞力山大健康休閒俱樂部事件；官方已經調整了法規，規定該種健身房不得一次性收取多年費用甚至終身費用，必須按月收費。然而邱素貞瑜伽天地鑽法律巧門，將自己申報為教育補習班，然而補習班法規也只能收取半年費用，但其販賣終身會員卡捲走大筆資金。同時有邱素貞瑜伽天地內部老師爆料，其實進入組織擔任老師必須先簽訂新台幣10萬元本票並繳交新台幣5萬元押金，這種業界並無慣例的規定顯示邱素貞瑜伽的強勢態度，但最後捲款時這些押金一併被捲走無法追回。2016年4月28日中午，邱素貞瑜伽天地旗下約20名老師和店務人員赴臺北市政府勞動局申訴。
陳玉芬對外說法為2016年與「全球藥用植物博物館公司」攜手合作，但因故合作失敗遭騙，導致資金進不來、周轉出問題，又逢大環境不景氣，無力再支付員工薪資，不得已宣告歇業。2017年3月，陳玉芬因躲避澳洲屢傳不到，遭通緝20年。檢調介入追查後發現，陳玉芬涉嫌自2012年起擅自挪用公司資產高達新台幣2.8億元、並涉嫌逃漏稅新台幣637萬元，陳玉芬所謂的「家庭變故」恐怕是個幌子。

## 其他
邱素貞瑜伽天地惡性倒閉事件後，亞力山大健康休閒俱樂部老闆唐雅君已經服刑出獄、處於民事賠償的漫長還債階段，其聽聞邱素貞瑜伽事件後在臉書發文訴說感想，暗指當年她遭司法迫害，表示「在台灣，要做有勢力的人，不是有名的人」，「不要變成有名的人，不然你就是沒人權，法律也不適用在你身上；當然，如果你有勢力，就另當別論。在台灣，有名沒用，要有勢。」唐雅君認為，眾多惡性倒閉、捲款遠逃的人最後都沒事，法律也無可奈何；她負責到最後且一直露面沒有脫逃，散盡家財同時自己和親屬都被判刑，還被新聞媒體誣蔑；其實當年她也可以學陳玉芬選擇捲款後永不回台，其在大陸的企業發展良好、可以完全切割，今天生活將完全不同。

## 參看
- 藝樂寶貝事件
- 亞力山大健康休閒俱樂部事件
- 韋博英語惡性倒閉事件